# Campeonato de España de Ciclismo Contrarreloj 2022
La XXIX edición del Campeonato de España de Ciclismo Contrarreloj se disputó el 18 de junio de 2021 en Mallorca, con inicio en y final Cala Millor por un recorrido que constó de 38,5 km de recorrido.
Participaron 31 ciclistas.
El ganador de la prueba fue Raúl García Pierna del Kern Pharma que superó a Oier Lazkano del Movistar y a Xabier Mikel Azparren del Euskaltel-Euskadi, segundo y tercero respectivamente.

## Clasificación final
| \| Clasificación general \| Clasificación general \| Clasificación general \| Clasificación general \| Clasificación general \| \| Ciclista \| Ciclista \| Equipo \| Tiempo \| \| \| --------------------- \| ---------------------------- \| --------------------- \| --------------------- \| --------------------- \| \| 1.º \| Raúl García Pierna \| Equipo Kern Pharma \| 46 min 23 s \| \| \| 2.º \| Oier Lazkano \| Movistar Team \| + 15 s \| \| \| 3.º \| Xabier Mikel Azparren \| Euskaltel-Euskadi \| + 23 s \| \| \| 4.º \| Carlos Rodríguez \| Ineos Grenadiers \| + 31 s \| \| \| 5.º \| Ion Izagirre \| Cofidis \| + 39 s \| \| \| 6.º \| Alex Aranburu \| Movistar Team \| + 50 s \| \| \| 7.º \| Juan Ayuso \| UAE Team Emirates \| + 57 s \| \| \| 8.º \| Óscar Rodríguez Garaicoechea \| Movistar Team \| + 1 min 12 s \| \| \| 9.º \| Iván Romeo \| Hagens Berman Axeon \| + 1 min 21 s \| \| \| 10.º \| Carlos Canal \| Euskaltel-Euskadi \| + 1 min 30 s \| \| |                              |                     |              |
| |                              |                     |              |
| |                              |                     |              |
| Clasificación general |                              |                     |              |
| Ciclista | Ciclista                     | Equipo              | Tiempo       |
| 1.º | Raúl García Pierna           | Equipo Kern Pharma  | 46 min 23 s  |
| 2.º | Oier Lazkano                 | Movistar Team       | + 15 s       |
| 3.º | Xabier Mikel Azparren        | Euskaltel-Euskadi   | + 23 s       |
| 4.º | Carlos Rodríguez             | Ineos Grenadiers    | + 31 s       |
| 5.º | Ion Izagirre                 | Cofidis             | + 39 s       |
| 6.º | Alex Aranburu                | Movistar Team       | + 50 s       |
| 7.º | Juan Ayuso                   | UAE Team Emirates   | + 57 s       |
| 8.º | Óscar Rodríguez Garaicoechea | Movistar Team       | + 1 min 12 s |
| 9.º | Iván Romeo                   | Hagens Berman Axeon | + 1 min 21 s |
| 10.º | Carlos Canal                 | Euskaltel-Euskadi   | + 1 min 30 s |